# Блум, Джон (бизнесмен)
Джон Блум (8 ноября 1931 года — 3 марта 2019 года) — британский предприниматель, наиболее известен своей ролью в «Войнах стиральных машин» 1962—1964 годов, когда он резко снизил цены за счёт прямых продаж, исключив розничных продавцов.
Его компания Rolls Razor добилась больших успехов на рынке, но несколько производителей добились судебного запрета на продажу по цене ниже фиксированной розничной. Его операция также пострадала из-за продолжительной забастовки почтовых служб и ухода крупного покровителя, что вынудило компанию ликвидироваться.
Блум был противоречивой фигурой, чьи агрессивные методы потрясли самодовольный рынок, но придали новую силу потребителю. Его часто повторяемый девиз «получать прибыль не грех» стал названием его мемуаров.

## Биография
Джон Блум (Блумштейн) родился в Хакни в лондонском Ист-Энде 8 ноября 1931 года в ортодоксальной еврейской семье. Отец Блума, Сэм, родился в Австрии и был портным. Его мать Дора была сефардского происхождения. Он посещал школу Хакни Даунс, которую покинул в возрасте 16 лет.
Затем Блум был направлен в радиошколу № 3 в RAF Compton Bassett недалеко от Кална, Уилтшир, для обучения в качестве сигнальщика. Именно там он начал свое первое предприятие.
Позже Блум был отправлен в Блетчли-парк, а затем в Буш-хаус в Олдвиче, Лондон, так как его мать была нездорова (она умерла несколько лет спустя от формы рассеянного склероза).